# فرناندو بلو (قایقران قایق بادبانی)
فرناندو بلو (پرتغالی: Fernando Bello; ۱ سپتامبر ۱۹۲۴ – ۸ نوامبر ۱۹۹۵) قایقران قایق بادبانی اهل پرتغال بود.